# Конайнг Куйрре
Конайнг Куйрре (др.‑ирл. Conaing Cuirre; погиб в 662) — первый король Наута (Северной Бреги; до 662 года) из рода Сил Аэдо Слане .

## Биография
Конайнг Куйрре был сыном короля Бреги Конгала мак Аэдо Слане. Его отец вместе со своим братом-соправителем Айлилем Арфистом погиб в 634 году, сражаясь с королём Миде Коналлом Гутбинном из рода Кланн Холмайн. После гибели Конгала и Айлиля престол Бреги перешёл к их братьям, Блатмаку и Диармайту, которые в 658 году стали также и верховными королями Ирландии.
Вероятно, во время правления Блатмака и Диармайта Конайнг Куйрре получил в управление часть брегских земель. Его власть распространялась на северные области королевства, располагавшиеся к северу от реки Лиффи. Эти территории получили название Наут (по находившемуся здесь одноимённому древне-ирландскому кургану, где находилась королевская резиденция) или Тетба. Точная дата получения Конайнгом этих земель во владение неизвестна. В сохранившейся в «Лейнстерской книге» поэме Фланна Майнистреха «Síl Aeda Sláne na Sleg» Конайнг упоминается также и как король всей Бреги. В этом сочинении его правление Брегой располагается между совместным правлением Блатмака и Диармайта, и правлением короля Сехнуссаха мак Блатмайка.
По свидетельству ирландских анналов, в 662 году между верховными королями Блатмаком и Диармайтом возник конфликт, в который оказались вовлечены их родственники и зависимые лица. В произошедшем при Огомайне сражении победу одержало войско короля Диармайта. Среди погибших в битве сторонников Блатмайка анналы называют Конайнга Куйрре и двух правителей кианнахтов, Ултана мак Эрнайна и Кенн Фаэлада мак Гертида. В «Анналах Тигернаха» и «Хронике скоттов» сообщается, что после поражения в сражении при Огомане Блатмайк был отстранён от власти. Однако свидетельства об этом событии отсутствуют в записанных в более раннее время «Анналах Ульстера», и поэтому данные о свержении Блатмака могут быть недостоверными.
Потомки Конайнга Куйрре, известные как Уи Хонайнг, составляли одну из двух основных ветвей рода Сил Аэдо Слане. Его сыновья — Конгалах и Иргалах — на рубеже VII—VIII веков были королями всей Бреги. Кайнтигерн, дочь Конайнга, была четвёртой супругой короля Лейнстера Келлаха Куаланна.